# Winchester (Arkansas)
Winchester è un comune degli Stati Uniti d'America, situato in Arkansas, nella contea di Drew.